# Inobsequentus galini
Inobsequentus galini is een vlokreeftensoort uit de familie van de Acanthogammaridae. De wetenschappelijke naam van de soort is voor het eerst geldig gepubliceerd in 2000 door Tachteew.